# Itaca Records
Itaca Records es un sello que nace en Málaga (España) en 2011 con el objetivo de dar cobijo a una serie de propuestas que no encuentran sitio en los sellos tradicionales españoles. La mayor parte de los grupos que pertenecen a este sello son de rock instrumental y de géneros afines como el jazz rock y la electrónica.
Itaca Records lanzó el 2014 el primer volumen de las Itaca Records Compilations, que incluye temas de las seis bandas que comparten el sello.
Todos los grupos del sello sonaron en el programa de radio La Ruleta Rusa, que dedicó su programa número 185 a Itaca Records en septiembre de 2014.
En diciembre de 2016 Itaca Records anunció la entrada de la banda vasca Buffalo en el colectivo.

## Bandas itacenses
- Cró! (Vigo)[4]
- Commonplaces (Cádiz)[5]
- GANZ (Madrid)[6]
- Kermit (Málaga)
- Music Komite (Cádiz)
- Proyecto Parada (Málaga)
- Buffalo (País Vasco)